# USS Siboney (CVE-112)
«Сібоні» (англ. USS Siboney (CVE-112)) — ескортний авіаносець США часів Другої світової війни типу «Комменсмент Бей».

## Історія створення
Авіаносець «Сібоні» був закладений 1 квітня 1944 року на верфі «Todd Pacific Shipyards» у Такомі під назвою «Frosty Bay», але пізніше перейменований на «Сібоні», на честь міста Сібоні на Кубі, відомого бойовими діями під час іспансько-американської війни. Спущений на воду 9 листопада 1944 року, вступив у стрій 14 травня 1945 року.

## Історія служби
Після вступу у стрій авіаносець «Сібоні» після нетривалої служби у листопаді 1947 року був виведений в резерв, але вже у березні 1948 року знову введений у стрій як авіатранспорт.
У січні 1949 року корабель знову був виведений у резерв, але знову введений у стрій 22 січня 1950 року. Використовувався як протичовновий авіаносець у складі Атлантичного флоту США.
31 липня 1956 року корабель був виведений у резерв. 7 травня 1959 року перекласифікований в авіатранспорт AKV-12.
1 червня 1970 року корабель був виключений зі списків флоту і наступного року проданий на злам.